# Niger (stan)
Niger – stan w zachodniej części Nigerii.
Niger sąsiaduje z Federalnym Terytorium Stołecznym – Abudża oraz ze stanami Kwara, Kogi, Kaduna, Zamfara i Kebbi. Jego stolicą jest Minna. Powstał w 1976 po oddzieleniu jego terenów od stanu Sokoto. Nazwa stanu pochodzi od płynącej przezeń rzeki Niger. Na terenie stanu znajdują się dwie największe elektrownie wodne w kraju. Mieści się tu także park narodowy Kainji.
W stanie Niger uprawiane są: sorgo, jams, ryż, trzcina cukrowa oraz bawełna.

## Podział administracyjny
Stan podzielony jest na 25 lokalnych obszarów administracyjnych:
| - Agaie - Agwara - Bida - Borgu - Bosso - Chanchaga - Edati - Gbako - Gurara | - Katcha - Kontagora - Lapai - Lavun - Magama - Mariga - Mashegu - Mokwa | - Munya - Paikoro - Rafi - Rijau - Shiroro - Suleja - Tafa - Wushishi |